# Il settimo fratellino
Il settimo fratellino (A hetedik testvér) è un film d'animazione del 1991 diretto da Jenõ Koltai e Tibor Hernádi e prodotto dalla compagnia Pannonia Film Studio.
Il film è stato prevalentemente distribuito in Ungheria attraverso proiezioni cinematografiche, mentre in Italia e Stati Uniti è stato esclusivamente destinato al commercio home-video.
Ha come protagonisti personaggi animali in forma semi-antropomorfa o feral, e ha goduto di un discreto successo in Germania e Svizzera; il cartone è stato in seguito commercializzato in forma di romanzo e ha ricevuto un sequel nel 1997, intitolato Piccoli eroi della foresta (Vacak 2 - az erdő hőse).

## Trama
All'inizio della storia, la piccola Angie chiede alla mamma, di raccontare la storia di come sia arrivato a casa del nonno, il cucciolo Bobo.
Bobo é un cucciolo di cane che viene lanciato dall'auto in corsa dai suoi padroni per abbandonarlo nella foresta per andare in vacanza.
Il cucciolo, ignaro della scelta dei padroni, andrá quasi tutti i giorni ad aspettare il loro ritorno in strada.
Dopo essersi riparato da un temporale notturno, il giorno dopo Bobo viene scoperto da una famiglia di giovani conigli, tutti fratelli e sorelle: Teo, Giulietta, Carlotta, Pepe, Mimmo e Chicco. I conigli decidono di adottarlo come un settimo fratellino, chiamandolo un "cane-coniglio", nonostante le proteste di Teo: cercano dapprima di insegnargli a comportarsi come un lagomorfo, ma dopo aver salvato uno dei fratelli dall'attacco di un falco, decidono di lasciarlo crescere come un cane.
Stabilitosi temporaneamente assieme al gruppo di conigli, Bobo viene a conoscenza degli altri abitanti del bosco, compreso il Signor Gazza,  convinto che il cagnolino sia un essere pericoloso, tanto da assumere, in segreto, una volpe per cacciarlo via (tuttavia senza successo). 
Bobo otterrà la fiducia di tutto il bosco quando riuscirà a far scappare due cacciatori che da anni terrorizzavano gli animali e verrà accettato da tutti.
Più il tempo passa, più Bobo inizia a manifestare segni di malessere sia per la lontananza con gli esseri umani, sia perché inizia a risentirne il fisico a causa di una dieta a base di soli vegetali.
Dopo una tremenda alluvione che allaga la loro tana, Bobo riesce a mettere tutti i fratellini e i suoi nuovi genitori, in salvo. Ma subito dopo crolla in uno stato depressivo e smette di mangiare, bere e parlare. 
La gazza decide allora di chiedere aiuto al saggio Gufo che dirà ai coniglietti di portare Bobo in una casa vicino al bosco dove vive un signore anziano con la nipotina, desiderosa di avere un cane. "Non tutti gli uomini sono cattivi e cacciatori".
I coniglietti, capiscono cosi che il bosco non é adatto per Bobo e lo porteranno a casa della bambina, che vedendolo, lo adotterá. 
Bobo finalmente riprende a mangiare e a sorridere. La storia si conclude con Bobo e i suoi fratellini mentre cantano felici.

## Personaggi
- Bobo: il cagnolino protagonista del film. Dolce, gentile, tenero e giocherellone, viene abbandonato nella foresta. Qui incontra sei coniglietti, che lo adottano come settimo fratellino. Dopo averli protetti e salvati da diversi pericoli, troverà grazie a loro e al Saggio Gufo finalmente una famiglia "umana" che lo adotterà
- Teo: il più coraggioso e forte dei coniglietti. Inizialmente non apprezza la compagnia di Bobo credendolo un pericolo ma alla fine si affeziona a lui dopo che viene salvato dall'attacco di un falco.
- Giulietta: la più piccola dei coniglietti. Molto dolce e gentile è quella che tiene di più a Bobo, infatti si affeziona subito a lui e gli rimane accanto aiutandolo in ogni modo possibile.
- Carlotta: la più saggia dei coniglietti. È la prima a farsi avanti quando Bobo si perde nella foresta nonché la prima a fare amicizia con lui.
- Pepe: il più goloso dei coniglietti. È talmente ghiotto di carote che appena ne vede una si precipita a mangiarla combinando non pochi guai.
- Mimmo: il più fifone dei coniglietti. Si spaventa facilmente per ogni cosa ma poi grazie a Bobo diventa più coraggioso.
- Chicco: il più intelligente dei coniglietti. Ha sempre una soluzione per risolvere i problemi e per questo è il primo a mettere in atto diversi piani.
- Aleardo e Ugo: due fratelli cacciatori. Ogni anno vanno nel bosco a cacciare gli animali. Verranno messi in fuga da Bobo.
- Signor Gazza: il suo lavoro é informare gli animali delle ultime notizie del bosco. Sará lui ad allarmare gli animali per la presenza di Bobo. Infatti le sue notizie vengono sempre date in maniera sensazionalistica ed esagerata rispetto alla realtá. Alla fine del film però, andrá in soccorso del cucciolo, chiamando il saggio gufo per farlo visitare.
- Saggio Gufo: è il saggio del bosco. Gli animali vanno da lui per chiedere aiuto e avere dei consigli. Sará lui a convincere i coniglietti a portare Bobo a casa della bambina per aiutarlo a guarire.
- Il Falco: uno dei predatori del bosco, verrà messo In fuga da Bobo prima di riuscire ad uccidere Teo per mangiarselo.
- Mamma e papà coniglietto: sono i genitori dei sei coniglietti. Adottano Bobo come settimo figlio.
- La volpe: uno dei predatori del bosco. Verrà messo in fuga dai coniglietti dopo aver imparato da Bobo a comportarsi come dei cani.